# ノースポート・モール
ノースポート・モール（英文名称:Northport Mall）は、神奈川県横浜市都筑区に立地する大型ショッピングセンター。横浜市営地下鉄センター北駅前。2007年4月21日開業。

## 概要
港北ニュータウンの中心エリア・タウンセンターにある横浜市営地下鉄センター北駅前に位置する。総合スーパーや百貨店の様な総合型の核店舗を持たず、大型専門店を多数設置する形態を採っている。
鉄骨造地上9階・地下2階建と郊外型ショッピングセンターとしては珍しく、都心型百貨店並みのフロア数となっている。駅前広場との間は道路およびYOTSUBAKOビルを隔てているため、歩道橋が設置されている。

### 運営法人
敷地は都市再生機構からの定期借地権で調達し、不動産開発・マネジメント会社のエスアイ・アセットサービス (SIAS) が開発型証券化手法で開設した商業施設である。開発段階での店舗プランニングやテナント募集はパルコが行い、開業後の管理はパルコとSIASの共同出資会社であるジャパン・リテール・アドバイザーズ（出資率はSIASが51%、パルコが49%）が行っていた。
2014年9月、東急不動産が土地を都市再生機構、建物をかつてING不動産投資顧問が組成したハイランド特定目的会社から取得し、翌年9月からは管理も東急不動産SCマネジメントへ移行した。

### リニューアル
2017年9月、開業以来初となる大規模リニューアルを行い、従来のメインターゲットであるファミリー層を軸に、周辺地域に暮らす人など幅広い顧客のまちの拠点となる施設を目指し、半数以上となる約70店舗が新規・改装オープンした。
2023年3月には、地下1階に「のすぽぱーく」を新設し、3階の「のすぽひろば」を拡張のうえで、新店6店舗も順次オープンしている。

## テナントの一例
- ほけんの窓口
- みずほのアトリエ（みずほ銀行新型店舗）
- ダイソー
- ロピア
- クリエイトSD
- カルディコーヒーファーム
- おかしのまちおか
- ブックオフ
- ユニクロ
- GU
- ファーストキッチン・ウェンディーズ
- タコベル
- サンマルクカフェ
- サーティーワンアイスクリーム
- ペッパーランチ
- はなまるうどん
- リンガーハット
- とんかつ和幸
- スターバックスコーヒー
- KEYUCA
- 3COINS＋plus
- オンデーズ
- ORIHICA
- 無印良品
- ジーンズメイト
- グローバルワーク
- musée de peau
- ABC-MART
- アカデミア書店
- コナカ
- ノジマ
- ザ・サードプラネット - ゲームセンター(横浜本店、横浜本社併設)
- モミアンドトイズ（MOMI&TOY'S）

## イオンシネマ港北ニュータウン
イオンシネマ港北ニュータウン（英語: AEON CINEMA KOHOKUNEWTOWN）は、ノースポート・モール7階に所在するシネマコンプレックス。株式会社ワーナー・マイカルが「ワーナー・マイカル・シネマズ港北ニュータウン」の名で2007年に開業した。12スクリーン合計で2201人を収容できる。運営会社の合併に伴い、2013年7月1日に「イオンシネマ港北ニュータウン」に改称した。
イオンシネマとしては、イオングループ系列ではない商業施設に入居する数少ない劇場の一つであり、神奈川県内では唯一となっている。
1番スクリーンは大画面・立体音響システム「ULTIRA」と、ゴールドクラス用バルコニー席が設備されている。ゴールドクラス（+500円）はワンドリンクと専用ラウンジ利用権が付く。
| No. | 座席数 | 座席数 | 3D対応 | 備考                                 |
| No. | 通常   | 車椅子 | 3D対応 | 備考                                 |
| --- | ------ | ------ | ------ | ------------------------------------ |
| 1   | 388    | 5      | ○      | ゴールドクラス、ULTIRA対応スクリーン |
| 2   | 348    | 4      | ○      |                                      |
| 3   | 120    | 2      |        |                                      |
| 4   | 196    | 2      |        |                                      |
| 5   | 174    | 2      |        |                                      |
| 6   | 166    | 2      | ○      | D-BOX対応スクリーン                  |
| 7   | 116    | 2      |        |                                      |
| 8   | 99     | 2      |        |                                      |
| 9   | 99     | 2      |        |                                      |
| 10  | 99     | 2      |        |                                      |
| 11  | 116    | 2      |        |                                      |
| 12  | 180    | 2      |        |                                      |

## ロケ地
映画やドラマの撮影も行われており以下の通りである。
- リアル鬼ごっこ
- アラサーちゃん
- 世にも奇妙な物語